# Cahul (departement)

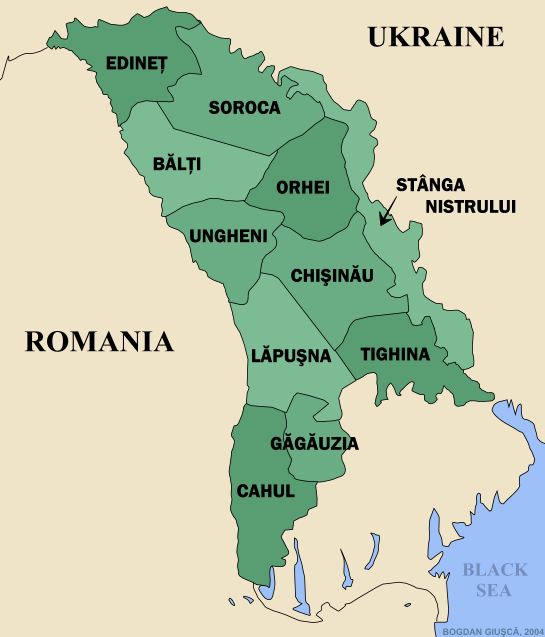
Departementen van Moldavië

Het departement Cahul (Mold.: Județul Cahul) was van 1999 tot 2003 een departement in het zuiden van Moldavië.
Het grensde aan Roemenië, Oekraïne, Departement Lǎpușna (Județul Lăpușna) en Autonome regio Gagaoezië.
De hoofdstad was Cahul.
Het departement had een oppervlakte van 2438 km² en bestond uit de arrondissementen Cahul, Taraclia en Cantemir.
In het jaar 2004 had het departement 179.209 inwoners en een bevolkingsdichtheid van 76 inw/km².
Er waren 44 gemeenten, waarvan 2 steden:  Cahul en Cantemir.
De gangbare afkorting voor het departement is CA.